# アンデシュ・ソーン
アンデシュ・ソーン（アンデルス、アンデースとも、Anders Leonard Zorn、1860年2月18日 - 1920年8月22日）は、スウェーデンの画家、彫刻家、エッチング版画家。

## 生涯
ダーラナ地方、シリアン湖のほとりの村ムーラ (en) 生まれ。祖父母に育てられる。
1875年から1880年までストックホルムのスウェーデン王立芸術アカデミーで学ぶ。1881年からの4年間はイングランドやスペインなどで学ぶが、毎年夏には地元ムーラに戻ってきていた。1885年にエマ・ラムと結婚し、その後の11年間はイングランドやパリで過ごす。
スウェーデンの同年代の画家の中では最も早く頭角を現し、滞在中のパリでは知名度も高く、画家エドゥアール・マネと幼なじみの政治家アントナン・プルーストと親交もあった。1889年に開催されたパリ万国博覧会の展示会には、友人でありライバルでもある画家カール・ラーションと共に作品を出展し、グランプリの受賞も期待されるほどであった。（実際はリッカルド・ベリがグランプリをとり、ソーンとラーションは次点の金賞を分け合った。）なお、スウェーデンの資産家ポントゥス・フュシュテンベリーはソーンやラーションらのパトロンであり、彼の援助を受けて2人は万博に出席することもできた。
ムーラにあるソーンの家は現在美術館「Zorngården (en)」として公開されている。住人の必要性と発想によって増築や改築を重ねたその家には、ラーションの家リッラ・ヒュットネースとの類似点がみられる。
2010年6月3日、1886年に描かれたソーンの水彩画『Sommarnöje（Summer Delight）』が2,600万クローネで落札された。これはスウェーデンの美術史上で最も高値で取引された絵である。

## 主な作品
- 『自画像』（1882年）
- Castles in the Air（1885年）
- ロシタ・マウリ(1888年)
- Lilla bryggeriet（1890年）
- 『ハンブルクの港』（1891年）
- Sunday morning（1891年）
- A Toast in the Idun Society（1892年）
- Omnibus I（1892年または1895年）
- 『自画像』（1896年）
- Midsummer Dance（1897年）
- 『ヘンリー・クレイ・ピアース』（1899年）
- A Musical Family（1905年）
- 『カール・フレデリク・リレバルチ』（1906年）
- 『湯浴みするダーラナの少女たち』（1906年）
- Dans i Gopsmor（1906年）
- 『ブルーノ・リリエフォッシュ』（1906年）
- 『エウシェン王子』（1910年）
- In Werner's Rowing Boat(1917年)
- Jollen(1918年)
- Home Tunes（1920年）

## Zorngården

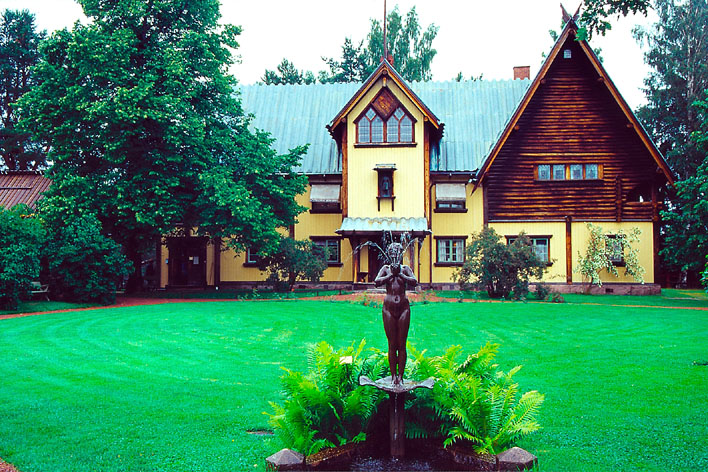
ソーンの家（美術館として公開）
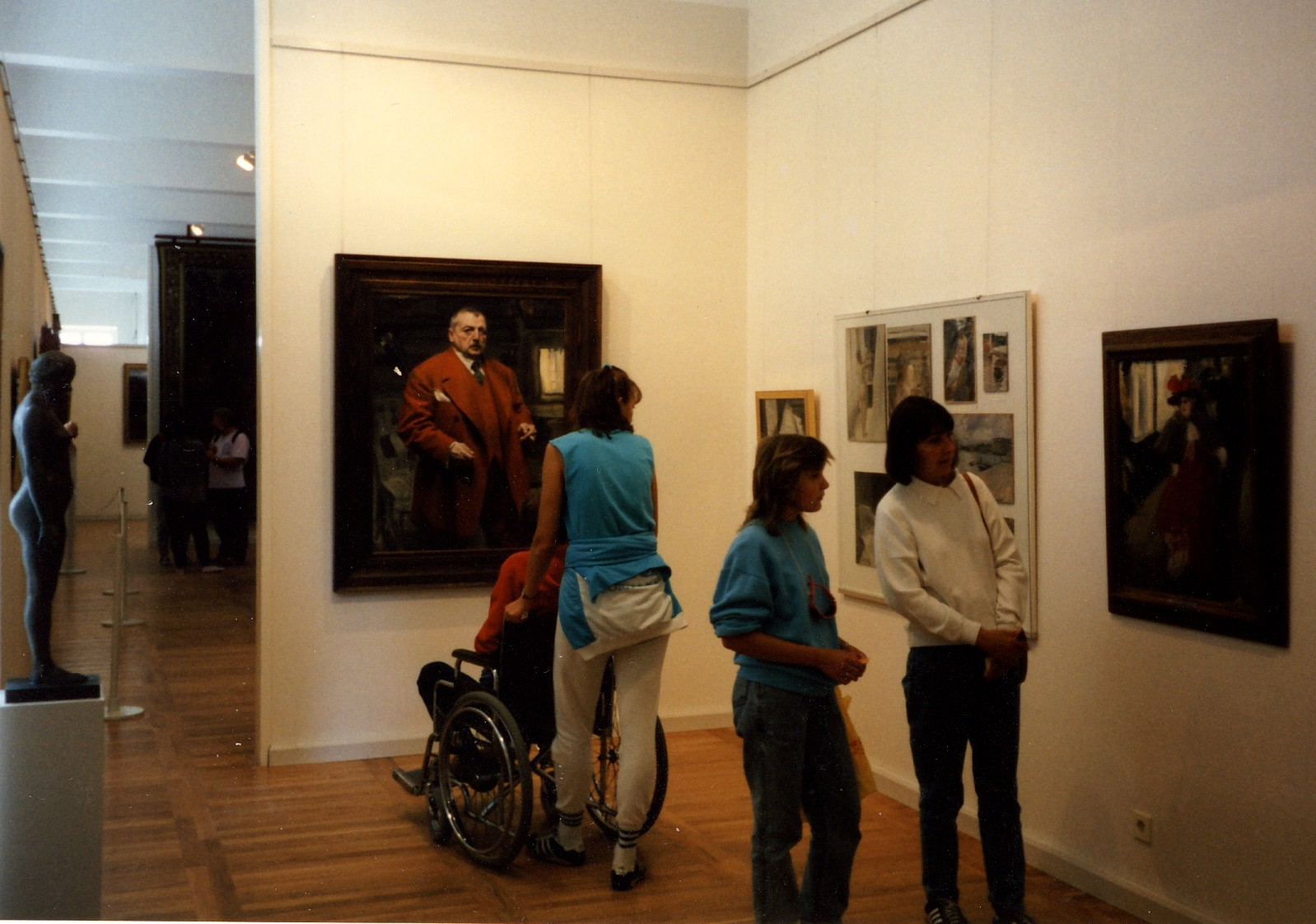
美術館内部
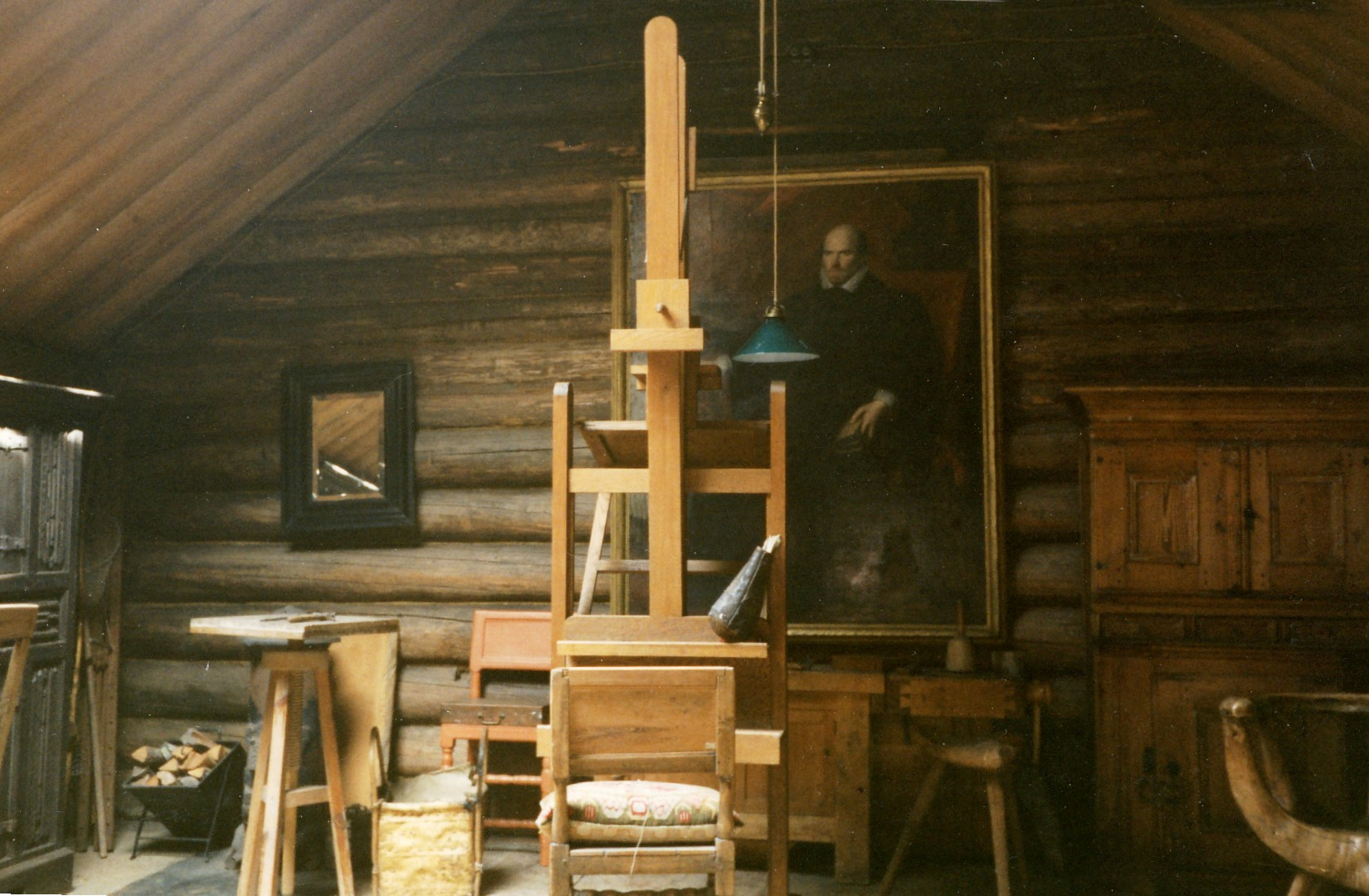
ソーンのアトリエ、ムーラ